# Rogelio Pérez-Bustamante
Rogelio Pérez-Bustamante y González de la Vega (León, 1945) es un jurista español, catedrático de Historia del Derecho en la Universidad Rey Juan Carlos.

## Biografía
Nació en 1945 en León. En marzo de 1988 fue nombrado catedrático de Historia del Derecho y de las Instituciones en la Universidad Complutense de Madrid y en octubre de 1999 de Historia del Derecho y de la Instituciones en la Universidad Rey Juan Carlos. Fue rector de esta última universidad tras resultar electo en unas elecciones celebradas el 25 de octubre de 2000, sin embargo cesaría en el cargo en diciembre de ese mismo año, en que fue sustituido por Enrique Otero, tras prosperar en un mes una moción de censura contra Pérez-Bustamante.
Su labor profesional se centra en varias áreas: historia de la Unión Europea, por la que es titular de una Cátedra Jean Monnet, historia del derecho (especializado en la historia de las instituciones españolas), historia de la abogacía española e historia de Cantabria.
En 1996 el Ayuntamiento de Madrid le concedió un Premio Antonio Maura de Investigación y en 2008 recibió una medalla de Honor del Consejo de la Abogacía Española. En 2015 recibió la Cruz de Honor de la Orden de San Raimundo de Peñafort así como la Orden Civil de Alfonso X el Sabio. Es miembro correspondiente de la Real Academia de la Historia, de la Real Academia de Jurisprudencia y Legislación y de la Academia Portuguesa de Historia.

## Obras
Sobre la Unión Europea:
- Historia Política y Jurídica de la Unión Europea (2008), Edisofer, Madrid, 562 p., ISBN 9788496261679
- Jean Monnet: Ciudadano de Europa (2008), Edisofer, Madrid, 226 p., ISBN 9788496261624
- Los Consejos Europeos 1998-2001 (2005), Dykinson, Madrid, 371 p., ISBN 9788497726887
- Instituciones de la Unión Europea (1951-2007) (2007), Edisofer, Madrid, 259 p., ISBN 9788496261457
- La Unión Política Europea : 1969-1999 (1999), Dykinson, Madrid, 509 p., en colaboración con Elena Conde, ISBN 9788481554267
- La Unión Economica y Monetaria (1999), Dykinson, Madrid, 557 p., en colaboración con Javier Wrana, ISBN 9788481554303
- Los Consejos Europeos (1998), Ministerio de Administraciones Públicas, Madrid, 763 p., en colaboración con Ana Palacio, ISBN 8470886799

Sobre Historia del Derecho y de las Instituciones españolas
- El Gobierno del Imperio Español: Los Austrias, 1517-1700 (2000), Servicio de Documentación y Publicaciones de la Comunidad de Madrid, Madrid, 586 p., ISBN 9788445117552
- El Ilustre Colegio de Abogados de Madrid 1596-1996 (1996), Madrid, 542 p.
- Historia de las Instituciones Públicas de España (1995), Servicio de Publicaciones de la Universidad Complutense de Madrid, Madrid, 233 p., ISBN 9788486926793
- Historia del Derecho Español: Las Fuentes del Derecho (1994), Dykinson, Madrid, 368 p., ISBN 9788481552768
- Los Registros Notariales de Madrid (1441-1445) (1994), Fundación Matritense del Notariado, Madrid, 630 p, ISBN 9788492013616
- El Gobierno y la Administración de los Reinos de la Corona de Castilla (1230-1474) (1976), Universidad Autónoma de Madrid, Madrid, 2 vol., ISBN 8470090275

Sobre la Historia de Cantabria
- El Pleito de los Valles, las Juntas de Puente San Miguel y el Origen de la Provincia de Cantabria (1989), ISBN 9788472690332
- Santander en los albores de la Epoca Moderna (1989), Cámara de la Propiedad Urbana de Cantabria, Santander, 306 p., ISBN 8472690326
- El Registro Notarial de Santillana (1984), Fundación Matritense del Notariado, Madrid, 249p., ISBN 9788439828488
- Sociedad, Economía, Fiscalidad y Comercio en las Asturias de Santillana (s. XIII-XV) (1979), Librería Estudio, Santander, 465 p., ISBN 8485429109
- Señorío y vasallaje en las Asturias de Santillana (siglos XIII-XV) (1978), Librería Estudio, Santander,  ISBN 84-85429-03-6